# Дмитриева, Евгения Олеговна
Евге́ния Оле́говна Дми́триева (род. 19 декабря 1972, Москва) — российская актриса театра и кино, театральный режиссёр, педагог.

## Биография
Евгения Дмитриева родилась 19 декабря 1972 года в Москве. В юношеском возрасте увлекалась театром. Посещала театральную студию Кожуховского дома творчества, позднее поступила в Высшее театральное училище имени М. С. Щепкина (курс Н. А. Верещенко). Наставницей Дмитриевой была актриса Римма Солнцева. В 1994 году окончила училище и стала актрисой Малого театра, где проработала до 2015 года.
Дебютировала на сцене в постановке «Самостоятельная работа». В 1998 году появилась на сцене Театра имени Моссовета в спектакле «Горе от ума» режиссёра Олега Меньшикова. Позднее играла в спектаклях антрепризной компании Меньшикова «Театральное товарищество 814». В 2005 году исполнила роль Ольги в спектакле «Три сестры» британского режиссёра Деклана Доннеллана. В 2013 году в Доме Высоцкого на Таганке поставила спектакль «Зойкина квартира».
С 1996 года преподавала в ВТУ им. М. С. Щепкина актёрское мастерство. С 2013 года преподаёт в Школе-студии МХАТ (курс Е. А. Писарева).
С конца 1990-х годов активно снимается в кино и на телевидении. По данным на 2022 год, Дмитриева приняла участие более чем в 150 киноработах.

## Личная жизнь
- Первый муж — Андрей Кайков (род. 1971), киноактёр.  Студенческий брак, который продлился 2 года[1].
- Второй муж — Владимир Киммельман (род. 1991), актёр. 
  - Сын Марк (род. 5 сентября 2011),
  - Дочь Мария (род. 10 января 2019)[6].

## Фильмография
- 1994 — Лимита — студентка
- 1998 — Царь Пётр и Алексей (фильм-спектакль) — Ефросинья Фёдоровна
- 1999 — Китайский сервиз — Эльжбета Яновна Квятковская, помощница и секретарь Арсения Мышко
- 1999 — Трудовой хлеб (фильм-спектакль) — Евгения Львовна
- 2000 — Брат 2 — учительница в гимназии
- 2000 — Горе от ума (фильм-спектакль) — княгиня Тугоуховская
- 2000 — Чудаки (фильм-спектакль) — Зина
- 2001 — Времена не выбирают — Нателла, младшая дочь Амбросия Кикнадзе, сестра Елены
- 2001 — Остановка по требованию 2 — Валя
- 2002 — Неудача Пуаро — Элзи Дейл, горничная в доме Роджера Экройда
- 2003 — Благословите женщину — эпизод
- 2003 — Огнеборцы — Бородина, режиссёр
- 2003 — Прощальное эхо — Алла Денисова, врач-гинеколог
- 2004 — День на день не приходится (фильм-спектакль) — Наталья Никаноровна Круглова, купчиха
- 2004 — Долгое прощание — Ада Максимовна Лембер, помощник режиссёра
- 2004 — Полный вперёд! — Валентина Кокарева
- 2004 — Против течения — Люся, рыбачка
- 2004 — Только ты…, или Богатая Лиза — Марина Смирнова
- 2005 — Бедные родственники — Ольга
- 2005 — Богиня прайм-тайма — жена журналиста Сергея Столетова
- 2005 — Дело о «Мёртвых душах» — Лизонька, жена помещика Василия Сергеевича Манилова
- 2005 — Подруга особого назначения — Татьяна, подруга Варвары
- 2005—2006 — Люба, дети и завод… — Марина
- 2006 — Эйфория — Галя
- 2006 — Из пламя и света… — Екатерина Петровна Лопухина
- 2006 — Иностранцы — Елена Мельникова, врач-травматолог, жена офицера МЧС России Игоря Мельникова
- 2006 — Инфант — Инга, мать Кости, невеста Андрея
- 2006 — Об этом лучше не знать — Евдокия Жильцова, ветеринарный врач
- 2006 — Снежная королева — Наталья
- 2006 — Такси для ангела — Теодора Тропинина, писательница детективов
- 2006 — Три полуграции — Наталия Павловна Тропинина (Тата), ведущий редактор издательства
- 2007 — Год Золотой рыбки — Ася
- 2007 — Защита против — Ольга Спицына
- 2007 — Муж на час — Лиза, мать Антона
- 2007 — Психопатка — Анна / Анфиса Сергеевна Кузнецова
- 2007 — Служба доверия — Катя Маркова
- 2007 — Юнкера — Раиса Петерсон
- 2007—2008 — Атлантида — Алла Завалова, адвокат и подруга Веры Степновой, бывшая одноклассница и подруга детства Виктора Степнова
- 2008 — Главная улика — Елена Васильевна Осокина
- 2008 — Девочка — Раиса, заключённая
- 2008 — Добрая подружка для всех — Лола, незамужняя подруга Наташи
- 2008 — Заза — Азалия Викторовна («Заза»), мать Никиты
- 2008 — Не отрекаются любя… — Лина, жена лётчика Глеба
- 2008 — Самая красивая 2 — Евгения, жена владельца клуба Андрея Сорина
- 2008 — Я не я — Елена, сожительница Фёдора Фуфачёва
- 2009 — Выхожу тебя искать — Светлана Георгиевна Бурова, дама с кармой
- 2009 — История лётчика — Люся
- 2009 — Операция «Праведник» — хозяйка клиники
- 2009 — Чудес не бывает — Евгения
- 2010 — Вера, Надежда, Любовь — Оксана, подруга Веры
- 2010 — Вендетта по-русски — Светлана Георгиевна Саблина, домработница
- 2010 — Гаражи (серия № 6 «Принцесса бензоколонки») — Марина, мать сотрудницы АЗС Лены
- 2010 — Екатерина III (художественно-документальный мини-сериал) — Екатерина Алексеевна Фурцева («Екатерина III»)
- 2010 — Земский доктор — Лидия Черноглазова
- 2010 — Классные мужики — Полина, гримёр
- 2010 — Крыса — Марина, мачеха Анны
- 2010 — Последняя игра в куклы — мать Оли Савельевой
- 2011 — Атомный Иван — мать учёного-атомщика Ивана
- 2011 — Воин.com — мать призывника Игната Куприна
- 2011 — Дом — Тамара Шаманова, старшая дочь Шамановых
- 2011 — Сделка — Ирина Валентиновна, мать Кристины
- 2011 — Ярость — Ирина Николаевна Невзорова, врач
- 2012 — Идеальный брак — Валентина, подруга Натальи Феоктистовой
- 2012 — Легавый — Полина Николаевна Шумилова, жена капитана Юрия Козырева, мать Серёжи
- 2012 — Мосгаз — Алевтина Матвеевна Чеботарь, библиотекарь, жена Игоря Васильевича Чеботаря, мать Серёжи
- 2012 — Подпоручикъ Ромашовъ — Раиса Петерсон
- 2012 — Поздняя любовь — Лидия Васильевна Цветкова, работница швейной мастерской, жена Антона, мать Сони
- 2012 — У Бога свои планы — Юлия, мать Кирилла
- 2012 — Четверг, 12-e — Сима, подруга Юли
- 2012—2015 — Склифосовский — Ольга Сергеевна Дмитриева-Куликова, бывшая пациентка, затем жена Сергея Куликова
- 2013 — Думай как женщина — Лариса, соседка Евы Анатольевны Семёновой
- 2013 — Крик совы — Маруся Порткова («Косая»), бандерша
- 2013 — Мама-детектив (серия № 9) — Лиля, автор детективных романов
- 2013 — Виолетта из Атамановки — Виолетта Сергеевна Мельникова
- 2013 — Дом спящих красавиц — Алла, мать Марины
- 2013 — Саранча — Ирина, мать Леры
- 2014 — Алёнка из Почитанки — Глафира Макаровна, жена Панкрата, секретарь Цепенюка
- 2014 — Грешник — Зинаида, жена Павла Никитина
- 2014 — Легавый-2 — Полина Николаевна Шумилова, жена капитана Юрия Козырева, мать Серёжи
- 2014 — Любить нельзя ненавидеть — Лия Муратова, врач-психиатр
- 2014 — Манекенщица — Зоя Ивановна Кузнецова, двоюродная тётя Александры
- 2014 — Боцман Чайка — Валентина, врач, одна из претенденток в невесты боцмана Чайки
- 2014 — Прошу поверить мне на слово — Ольга Чащина, сестра Андрея
- 2014 — Прощай, любимая! — Данута Эдгаровна Малич
- 2015 — Алёшкина любовь — Полина Сергеевна, тёща бас-гитариста ВИА «Лётчики» Романа («Гнома»)
- 2015 — Ближе, чем кажется — Вера Ивановна, учительница музыки
- 2015 — Где живёт Надежда? — Алла Юрьевна Пиранова, директор классической гимназии, дочь писательницы Риммы Павловны Пирановой, тётя Надежды
- 2015 — Дневник свекрови — Елена Сергеевна Белоцерковская, жена Павла Даниловича Белоцерковского, мать Дани, свекровь Нюси
- 2015 — Лондонград. Знай наших! — Маргарита, музыкант-аккомпаниатор, подруга Степана
- 2015 — Медсестра — Светлана, пациентка городской больницы
- 2015 — Молодая гвардия — Александра Тюленина, мать молодогвардейца Сергея Тюленина
- 2015 — Любопытная Варвара 3 — Алевтина Павловна, старшая горничная в пансионате МВД России «Грачи»
- 2015 — Нарушение правил — Любовь Петровна Павлова, учительница географии, мать Нади
- 2015 — Пенсильвания — Лариса Козлова, жена журналиста Эдуарда Козлова
- 2015 — Петля Нестерова — Светлана Владимировна Щёлокова, жена министра внутренних дел СССР Николая Анисимовича Щёлокова
- 2015 — Счастье — это… (новелла № 7 «Купидон первого разряда») — Ирина
- 2015 — Саша + Даша + Глаша — Марина, массажистка, подруга Даши
- 2016 — Моя любимая свекровь — Татьяна Соколовская
- 2016 — Коробка — мать «Танцора»
- 2016 — Невеста из Москвы — Ангелина Ивановна Забелина, учитель астрономии
- 2016—2021 — Склифосовский — Ольга Сергеевна Дмитриева-Куликова, бывшая пациентка, затем жена и позже бывшая жена Сергея Куликова
- 2017 — Нелюбовь — парикмахер-стилист
- 2017 — Физрук — Ксения Витальевна Панина, мать актрисы Арины Паниной
- 2017 — Моя любимая свекровь 2 — Татьяна Соколовская
- 2017 — Купи меня — жена Семёна Сергеевича («Семёна Сергеевна»)
- 2017 — Доктор Рихтер — Людмила Викторовна Бекасова
- 2017 — Храбрые жёны — Юлия Кулешова
- 2017 — Света с того света — Оксана, вдова олигарха[7]
- 2018 — Золотая Орда — Матрёна[7]
- 2018 — Любовь по приказу — Нелли Зайкова, жена заведующего отделом культуры Ленинградского обкома партии Бориса Ефремовича Зайкова
- 2018 — Без меня — Роза
- 2018 — Моя любимая свекровь 3. Московские каникулы — Татьяна Соколовская
- 2018 — Остаться в живых — мать Веры Жихаревой
- 2018 — Русалки — Надежда Левандовская
- 2018 — На краю — Светлана Сергеевна Полякова, мать Елены
- 2018—2019 — Пять минут тишины 2. Возвращение — Мария Захаровна Шимко, подполковник, новый командир поисково-спасательного отряда МЧС России
- 2019 — Бихэппи — мать Александры (Шуры) и Оксаны
- 2019 — Хэппи-энд — Ирина Львовна, русская эмигрантка, хозяйка отеля в Таиланде
- 2019 — Элефант — Ада Наргизовна, преподаватель, бывшая жена Валентина Шубина
- 2019 — Московский романс — Соня, библиотекарь
- 2020 — Огонь — Нина, мать роженицы
- 2020 — Абриколь — Зоя Никодимова, капитан, участковый уполномоченный полиции, бывший следователь по особо важным делам
- 2020 — Гадалка (2-й сезон, с серии № 7) — Клавдия Венедиктовна, жена нового начальника УВД Сергея Александровича Кораблёва («Титаника»)
- 2020 — Пять минут тишины 3. Новые горизонты — Мария Захаровна Шимко, подполковник, командир поисково-спасательного отряда МЧС России
- 2021 — Пальма — Любовь Аркадьевна Журина, начальник лётного отряда
- 2021 — Света с того света 2 — Оксана, вдова олигарха
- 2022 — Я буду жить — Алла Юрьевна Ковалёва
- 2022 — Мне плевать, кто вы — Ирина Владимировна, мать Евгения
- 2022 — Янычар — Марфа, мать Алёхи
- 2022 — Мистер Нокаут — Руфина Васильевна Попенченко
- 2022 — Два холма — Ядвига Кристиновна, верховная мать
- 2022 — Закрыть гештальт — Миклюева
- 2023 — Король и Шут — Татьяна Ивановна Горшенёва
- 2023 — Библиотекарь — Маргарита Тихоновна Селиванова
- 2023 — Плейлист волонтёра — мама Штапича
- 2024 — Каждый мечтает о собаке — директор школы
- 2024 — Игры — Надежда Михайловна Светлова, мать Ирины
- 2026 — Вампиры средней полосы 3 — Госпожа
- 2026 — Молодёжка. Новая смена 2

## Награды
- 2009 — Приз имени Александра Абдулова «За лучшую женскую роль в отечественном дебютном фильме» (фильм «Заза», реж. Андрей Силкин) кинофестиваля «Дух огня»[1].
- 2009 — Приз за лучшую женскую роль фестиваля «Человек, познающий мир» (фильм «Заза»).
- 2009 — Приз «Золотая звезда — лучшая главная женская роль» на кинофестивале «Созвездие» (фильм «Заза»)[8].